# Ángel Olivo Solís
Ángel Olivo Solís fue un político mexicano miembro del Partido Revolucionario Institucional. En sus inicios en la vida política, fue miembro del Partido Comunista Mexicano, sin embargo, fue expulsado del mismo por participar en la mesa redonda de marxistas que sería el antecedente del PPS. En 1952 forma la Federación Obrera Revolucionaria y en 1967 es nombrado dirigente de la Confederación Obrera Revolucionaria. Fue presidente de la Subcomisión Encargada del Despacho del Congreso del Trabajo. Fue diputado por el Partido Revolucionario Institucional en la XLIX Legislatura del Congreso de la Unión de México y en la LI Legislatura del Congreso de la Unión de México por el II Distrito Electoral Federal del Distrito Federal. 